# William Primrose
William Primrose (Glasgow, Escocia, 23 de agosto de 1904-Provo, Utah, 1 de mayo de 1982) fue un violista y profesor de música escocés.

## Vida
Fue alumno de Eugène Ysaÿe. Grabó numerosos discos, como solista y también en obras de cámara, en colaboración con músicos como Rudolf Firkušný, Jascha Heifetz o Gregor Piatigorsky. 
Durante sus últimos años fue profesor en el Instituto de Música Curtis en Filadelfia.
Recibió la Orden del Imperio Británico.

## Obra
- The Art and Practice of Scale playing on the Viola
- Technique is Memory. A method for violin and viola players based on finger patterns, etc.
- Walk on the north side: Memoirs of a violist